# Knöchel-Arm-Index
Der Knöchel-Arm-Index (englischer wissenschaftlicher Begriff: ankle-brachial-index, ABI), Doppler-Index, auch tibio-brachialer Quotient (TBQ), cruro-brachialer Quotient (CBQ), oder Verschlussdruckmessung genannt, wird durch Blutdruckmessung und Dopplersonografie ermittelt. Die Ermittlung des Knöchel-Arm-Indexes erfolgt zur Abschätzung des gesamten kardiovaskulären Risikos und bei Patienten mit peripherer arterieller Verschlusskrankheit zur Diagnose und Beurteilung der hämodynamischen Kompensation und zur Verlaufsbeurteilung.

## Durchführung
Der Patient muss sich in liegender Position befinden (Kopf kann mit Kissen unterstützt werden). Liegezeit vor der Messung 10 min. Dann wird nacheinander eine Blutdruckmanschette weit unten an beiden Unterschenkeln und an beiden Oberarmen angelegt und Druck aufgebaut, bis dieser den systolischen Druck der Gefäße übertrifft. Die Dopplersonde wird über einem Gefäß distal der Blutdruckmanschette aufgesetzt und beim Reduzieren des Drucks bestimmt, ab wann wieder Blut fließt. Der Wiedereintritt des über den Doppler hörbaren Pulsgeräusches entspricht dem systolischen Gefäßdruck des untersuchten Gefäßes auf Höhe der Manschette. Dabei können Blutdruckschwankungen, die während der Messung stattfinden, die Resultate beeinflussen. Spezialisierte Geräte können die Blutdruckmessung an allen vier Extremitäten gleichzeitig durchführen, wodurch Blutdruckschwankungen das Messergebnis nicht beeinflussen.
Üblicherweise werden für die Untersuchung mit dem Doppler die Arteriae radialis, dorsalis pedis und tibialis posterior verwendet.

## Auswertung
Der Knöchel-Arm-Index ist der Quotient aus den am Unterschenkel und am Oberarm gemessenen systolischen Blutdrücken (RR systolisch Knöchel/RR systolisch Arm). Ein Quotient von 0,9 bis 1,3 gilt als normal. Je kleiner der Quotient wird, desto größer ist das Ausmaß der Durchblutungsstörung. Werte unter 0,9 definieren die pAVK. Werte unter 0,5 implizieren meist bereits eine klinische Ischämie mit sehr hoher Nekrose- und Ulkusgefahr. Werte von über 1,3 weisen auf eine besondere Art der Gefäßverkalkung hin (Mediasklerose).
| ABI-Wert   | Schweregrad der PAVK                           |
| ---------- | ---------------------------------------------- |
| > 1,3      | falsch hohe Werte (Verdacht auf Mediasklerose) |
| > 0,9      | Normalbefund                                   |
| 0,75 – 0,9 | leichte PAVK                                   |
| 0,5 – 0,75 | mittelschwere PAVK                             |
| < 0,5      | schwere PAVK (kritische Ischämie)              |

Da pro Bein über zwei verschiedenen Gefäßen je ein Wert gemessen wird, ist es derzeit leitliniengerecht, zur Diagnosestellung, bei Bildung des Quotienten (ABI-Wert) den niedrigeren der beiden Knöcheldrücke heranzuziehen. Bei den Armen wird der Mittelwert der an beiden Armen gemessenen Drücke verwendet, falls der Unterschied beider Messungen kleiner als 10 mmHg ist. Bei höherer Differenz wird der höhere Wert beider Arme verwendet.
Bei systolischen Blutdrücken über 200 mmHg ist dieser Test kontraindiziert und gibt falsche Werte.

## Messbeispiel
Messung am Oberarm 100 mmHg, Messung am Unterschenkel 50 bzw. 60 mmHg. Der Knöchel-Arm-Index beträgt dann 0,5.
Hierbei wird der Mittelwert der Messungen an beiden Armen verwendet (Ausnahme: bei Druckunterschieden ≥ 10 mmHg wird der höhere Druck verwendet). Da die Blutdruckmessung am Bein auskultatorisch nicht möglich ist, wird nun die etwa 10–12 cm breite Blutdruckmanschette über dem Knöchel aufgeblasen, und der systolische Druckwert sowohl an der Arteria tibialis posterior, als auch an der Arteria tibialis anterior mit der Doppler-Sonde (8–10 MHz) gemessen und notiert. Neben der Doppler-Messung können auch Geräte zur semiautomatischen oszillometrischen Blutdruckmessung (etwa mittels Dinamap der Firma Critikon) bzw. andere Pulssensoren verwendet werden, da sie für diesen Zweck validiert und bereits in epidemiologischen Studien erfolgreich eingesetzt wurden. Danach wird diese Messung am anderen Bein durchgeführt. Die Größe der Manschetten muss dem Arm- und Beinumfang angepasst sein. Dabei wird der Druck in Höhe der Blutdruckmanschette erfasst, nicht an der Sonde. Der ABI wird üblicherweise für jedes Bein berechnet als „niedrigster Knöchelarteriendruck geteilt durch mittleren Armarteriendruck“. Da es sich um einen Quotienten handelt, hat der Wert keine Dimension bzw. Maßeinheit.

## Evidenz
Wegen nicht ausreichender Sensitivität und Spezifität fehlt dem Knöchel-Arm-Index die medizinische Evidenz. Als diagnostisches Hilfsmittel zum Screening ist er in medizinischen Leitlinien nicht enthalten.